# توي أنيميشن
إستديو توي أنيميشن (باليابانية: 東映アニメーション株式会社) (بالإنجليزية: Toei Animation)‏ هو استوديو رسوم متحركة ياباني تأسس عام 1948 ويعتبر أقدم وأشهر إستديو للرسوم المتحركة حيث عرض أشهر الانميات كأمثال ون بيس، دراغون بول، اوجاماجو دوريمي.

## أعمال الاستوديو

### مسلسلات أنمي تلفزيونية
- هاسل بانتش (1966)
- الساحرة سالي (1966)
- غيغيغي نو كيتارو (1968)
- موريتسو اتارو (1969-1970)
- النمر المقنع (1969–1971)
- كاليميرو (1972–1975) (1992-1993)
- الرجل الشيطان (1972–1973)
- مازنجر زد (1972–1974)
- مازنجر العظيم (1974–1975)
- جريندايزر (1975–1977)
- العملاق (1976–1977)
- كاندي كاندي (1976–1979)
- كوكي العجيب (1977)
- الجائزة الكبرى (1977–1978)
- فارس الفضاء (1978–1979)
- سوسن الزهرة الجميلة (1979–1980)
- ساندي بل (1981)
- فتيات وأمنيات (1981)
- مغامرات رنا (1981–1986)
- هني هني (1981–1982)
- الشجعان الثلاثة (1983–1984)
- ميمي الصغيرة (1984)
- سانت سيا (1986–1989)
- ليدي ليدي (1987–1988)
- سيف النار (1984–1988)
- داي الشجاع (1991–1992)
- فارس الفتى الشجاع (1980-1981)
- مدينة النخيل (1986)
- دراغون بول (1986–1989)
- دراغون بول زد (1989–1996)
- دراغون بول جيتي (1996–1997)
- دراغون بول كاي (2009 – 2011)
- دراغون بول سوبر (2015-2018)
- سلام دانك (1993–1996)
- شوت (1993–1994)
- سيلور مون (1992–1997)
- يوغي يو (1998)

النمر المقنع أحد اقدم إنتاجات الاستيديو وكان في بداية الثمانينات)

دراغون بول انتجته الشركة في الثمانينيات وكان أحد أكبر نجاحات الاستيديو ولا تزال تنتج أجزاءه

سلام دانك أحد الانميات الرياضية للاستيديو

ابطال الديجتال الجزء الأول

- أبطال الديجيتال الجزء الأول (1999–2000)
- أبطال الديجيتال الجزء الثاني (2000–2001)
- أبطال الديجيتال الجزء الثالث (2001–2002)
- أبطال الديجيتال الجزء الرابع (2002–2003)
- أبطال الديجيتال (الجزء الخامس) (2006–2007)
- أبطال الديجيتال (الجزء السادس) 	(2010–2012)
- اوجاماجو دوريمي - الجزء الأول (1999–2000)
- اوجاماو دوريمي شارب # - الجزء الثاني (2000–2001)
- موتو! اوجاماجو دوريمي - الجزء الثالث (2001–2002)
- اوجاماجو دوريمي دوكن - الجزء الرابع (2002–2003)
- اوجاماجو دوريمي نايشو (2004)
- ون بيس (1999 - إلى الآن)
- كانون (2002)
- قصة الأخوات الفقراء (2006)
- إير جير (2006)
- لوفلي كومبلكس (2007)
- مطعم الأشباح (2009)
- توريكو (2011 - 2014)
- دري لاند (2012–2013)
- كيوسوغيغا (2013)
- نوتاري ماتسوتارو (2014)
- ديجيمون أدفنتشر تراي ( 2015 - إلى الآن )
- قوة غليتر (2015 - 2016)
- قوة غليتر: دوكي دوكي (2016 - 2017)
- قوة غليتر: بوم بوم (2017 - 2018)
- قوة غليتر: ستار توينكل (2018 - 2020)
- كادو: الجواب الصحيح (2017)
- روماسو: المجموعة العجيبة (2021)

### أونا أنمي
- كيوسوغيغا (2011 - 2012)

### أفلام أنمي
- روكوديناشي بلوز (1992)
- روكوديناشي بلوز 2 (1993)
- 2112 مولد دورايمون (1995)
- اليوم الذي ولدت فيه (2002)
- النفي من الفردوس (2014)
- بوبين كيو (2016)

### ألعاب فيديو
- سونيك سي دي (1993)
- كرونو تريغر (1995)
- قائمة ألعاب فيديو ديجيمون
- قائمة ألعاب فيديو ون بيس

## وصلات خارجية
- توي أنيميشن على موقع IMDb (الإنجليزية)
- توي أنيميشن على موقع ميوزك برينز (الإنجليزية)
- توي أنيميشن على موقع ديسكوغز (الإنجليزية)
- توي أنيميشن على موقع ANN company (الإنجليزية)
- موقع الشركة الرسمي باللغة اليابانية
- موقع الشركة الرسمي باللغة الإنجليزية